# Fatima (imię)
Fatima – imię żeńskie pochodzenia arabskiego, tłumaczone jako „powstrzymująca się, powściągliwa” lub „odejmować dziecko od piersi”, co w przenośni oznaczałoby kogoś, kto wyszedł z wieku niemowlęcego. Imię to jest w świecie muzułmańskim nadawane na cześć ukochanej córki proroka Mahometa i w związku z tym popularne w kulturze islamskiej. Fátima to także nazwa miasta w Portugalii, będącego ośrodkiem kultu maryjnego i celem wielu pielgrzymek katolickich.